# Ielabuga
Ielabuga (în rusă Елабуга, în tătară Алабуга) este un oraș din Republica Tatarstan, Federația Rusă și are o populație de 68.663 locuitori.

## Orașe înfrățite
- Safranbolu, Turcia
- Alexin, Rusia
- Beryozovsky, Rusia
- Weilheim in Oberbayern, Germania